# Distrito Centro (Palma de Mallorca)

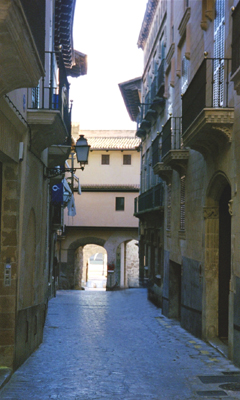
Una calle estrecha en el casco antiguo de Palma

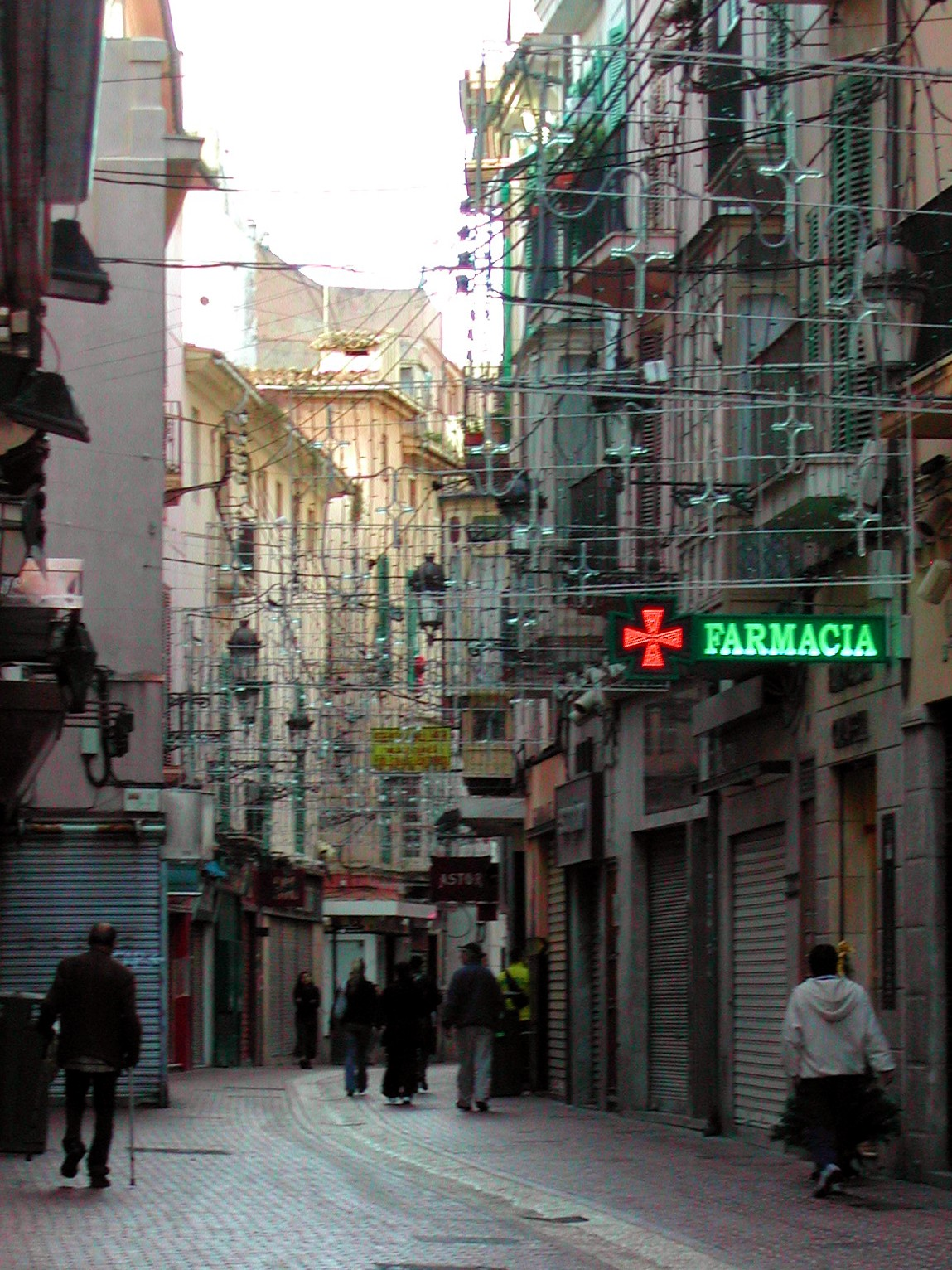
Vía Sindicato

El Distrito Centro es uno de los distritos en los que se divide Palma de Mallorca. Como bien indica su nombre está situado en el centro de la ciudad.

## Historia
A causa de la aplicación de la Ley de grandes ciudades, desde marzo de 2005 la ciudad de Palma de Mallorca está dividida en cinco distritos. Estos distritos están mandados por un concejal responsable, popularmente conocido como alcalde de barrio. En cada uno de los distritos se ha instalado una oficina de distrito donde los ciudadanos pueden realizar cualquier gestión con el ayuntamiento. De esta manera se ha descentralizado el gobierno municipal.

## Localización
El Distrito Centro está formado por el casco antiguo de la ciudad. Está delimitado por las Avenidas, situadas donde antiguamente se encontraban las murallas. Limita con el Distrito Poniente por el oeste, con el Distrito Levante por el este, con el Distrito Norte por el norte y con el Mar Mediterráneo por el sur. 

## Barrios
El Distrito Centro está formado por los siguientes 13 barrios:
|    |                      |                  |  |  |
|    | Barrio               | Población (2018) |  |  |
| 1  | Puig de Sant Pere    | 525              |  |  |
| 2  | Jaime III            | 2,693            |  |  |
| 3  | La Lonja-Borne       | 1,998            |  |  |
| 4  | Sant Jaume           | 1,935            |  |  |
| 5  | Sant Nicolau         | 1,788            |  |  |
| 6  | Cort                 | 1,489            |  |  |
| 7  | La Seo               | 665              |  |  |
| 8  | Montesión            | 1,137            |  |  |
| 9  | La Calatrava         | 938              |  |  |
| 10 | Sindicat             | 4,513            |  |  |
| 11 | Mercat               | 2,506            |  |  |
| 12 | La Misión            | 1,886            |  |  |
| 13 | Plaza de los Patines | 4,074            |  |  |
|    | TOTAL                | 26,147           |  |  |

Además también forman parte de este distrito:
- Zona portuária
- Cabrera